# Berlin (A-1411)
Pour les articles homonymes, voir Berlin (homonymie).
Le FGS Berlin (A-1411) est un navire ravitailleur, navire de tête de la classe Berlin ; les navires de cette classe sont les plus grands de la marine allemande. 
Le navire est construit par Flensburger Schiffbau-Gesellschaft à Hambourg (Allemagne), lancé le 30 avril 1999 et mis en service le 11 avril 2001. Il est destiné à soutenir les unités navales allemandes loin de leurs ports d'attache.

## Historique
En 2016, un bateau surchargé coule dans la nuit du 18 au 19 avril, coûtant la vie à 800 migrants. Sur décision du Conseil européen et feu vert parlementaire, la marine allemande dépêche les frégates Hessen et Berlin pour assurer une présence au nord des eaux territoriales libyennes. Les deux navires opèrent au large de la Corne de l’Afrique pour fournir à la marine allemande une réserve opérationnelle, puis rejoignent de nombreux autres navires de l'Union européenne, allant des navires de guerre aux navires auxiliaires et des garde-côtes, pour former l'EUNAVFOR MED opération Sophia.
Le Cristóbal Colón mène un exercice d'arraisonnement à bord du Berlin lors de l'exercice BALTOPS 2019.
Le 2 avril 2020, le Berlin rejoint la mer Égée depuis Wilhelmshaven en compagnie de la frégate Mecklenburg-Vorpommern pour rejoindre le Standing NATO Maritime Group 2.